# Sueños líquidos
Sueños líquidos (sogni liquidi) è il sesto album del gruppo messicano Maná. Pubblicato nel 1997, è uscito in contemporanea in 26 paesi, rendendo i Maná celebri anche negli USA.
Secondo un libro pubblicato in Spagna dalla casa editoriale Chronica Editorial, la modella utilizzata per l'immagine sulla copertina del disco è Letizia Ortiz, attuale moglie del re di Spagna Filippo VI.

## Tracce
1. Hechicera 5.05
2. Un Lobo Por Tu Amor 5.24
3. Cómo Dueles En Los Labios 4.10
4. Chamán 5.15
5. Tú Tienes Lo Que Quiero 4.40
6. Clavado En Un Bar 5.15
7. Robame El Alma 4.05
8. En El Muelle De San Blas 5.56
9. La Sirena 5.31
10. Me Voy A Convertír En Un Ave 5.05
11. Como Te Extraño Corazón 5.13
12. Amame Hasta Que Me Muera 5.29

Tempo totale: 61.08